# Jindou (sockenhuvudort i Kina, Jilin Sheng, lat 41,70, long 125,69)
Jindou är en sockenhuvudort i Kina. Den ligger i provinsen Jilin, i den nordöstra delen av landet, omkring 250 kilometer söder om provinshuvudstaden Changchun. Antalet invånare är 6 152. Befolkningen består av 3 020 kvinnor och 3 132 män. Barn under 15 år utgör 10,0 %, vuxna 15-64 år 82 %, och äldre över 65 år 7,0 %.
Runt Jindou är det ganska tätbefolkat, med 67 invånare per kvadratkilometer. Närmaste större samhälle är Tonghua, 19,6 km öster om Jindou. I omgivningarna runt Jindou växer i huvudsak blandskog.
Genomsnittlig årsnederbörd är 1 154 millimeter. Den regnigaste månaden är juli, med i genomsnitt 321 mm nederbörd, och den torraste är januari, med 9 mm nederbörd.